# Gare de La Farlède
La gare de La Farlède est une ancienne gare ferroviaire française de la ligne de Marseille-Saint-Charles à Vintimille (frontière), située sur le territoire de la commune de La Farlède, dans le département du Var en région Provence-Alpes-Côte d'Azur.
Elle est mise en service en 1862 par la Compagnie des chemins de fer de Paris à Lyon et à la Méditerranée (PLM).
C'est une gare fermée de la Société nationale des chemins de fer français (SNCF).

## Situation ferroviaire
Établie à 60 m d'altitude, la gare de La Farlède est située au point kilométrique (PK) 80,588 de la ligne de Marseille-Saint-Charles à Vintimille (frontière), entre les gares de La Pauline-Hyères et de Solliès-Pont.

## Histoire
La « station de La Farlède-La Crau » est mise en service le 1er septembre 1862 par la Compagnie des chemins de fer de Paris à Lyon et à la Méditerranée (PLM), lorsqu'elle ouvre à l'exploitation la voie de Toulon à Les Arcs, première section de sa concession de Toulon à Nice. La station est établie loin de la ville et un embranchement est à l'étude pour faciliter sa desserte.

## Patrimoine ferroviaire
L'ancien bâtiment voyageurs est toujours présent.